# Ignaz Baumann
Ignaz Baumann (* 15. November 1900 in Wallern im Burgenland, Österreich-Ungarn; † 9. Oktober 1980 in Wien) war ein österreichischer, nationalsozialistischer Politiker und Diplomlandwirt.
Zum 31. Mai 1932 trat er der NSDAP bei (Mitgliedsnummer 1.082.417). Er hatte 1938 das Amt des Kreisleiters von Neusiedl am See inne und wurde am 15. März 1938 von Gauleiter Tobias Portschy zum Mitglied des Burgenländischen Landtags ernannt.